# وستلی (کالیفرنیا)
وستلی (به انگلیسی: Westley) یک منطقهٔ مسکونی در ایالات متحده آمریکا است که در شهرستان استانیسلاس، کالیفرنیا واقع شده‌است. وستلی ۴٫۵۱۵ کیلومتر مربع مساحت و ۶۰۳ نفر جمعیت دارد و ۲۷ متر بالاتر از سطح دریا واقع شده‌است.